# ماريوس روسو (لاعب كرة قدم)
ماريوس روسو (بالرومانية: Marius Rusu)‏ هو لاعب كرة قدم روماني في مركز الدفاع، ولد في 22 فبراير 1990 في كونستانتسا في رومانيا. لعب مع نادي بياترا نيامتس ونادي فيتورول كونستانتا.

## وصلات خارجية
- ماريوس روسو (لاعب كرة قدم) على موقع قاعدة بيانات كرة القدم.إي يو (الإنجليزية)
- ماريوس روسو (لاعب كرة قدم) على موقع Soccerway.com (الإنجليزية)